# Stanisław Latwis

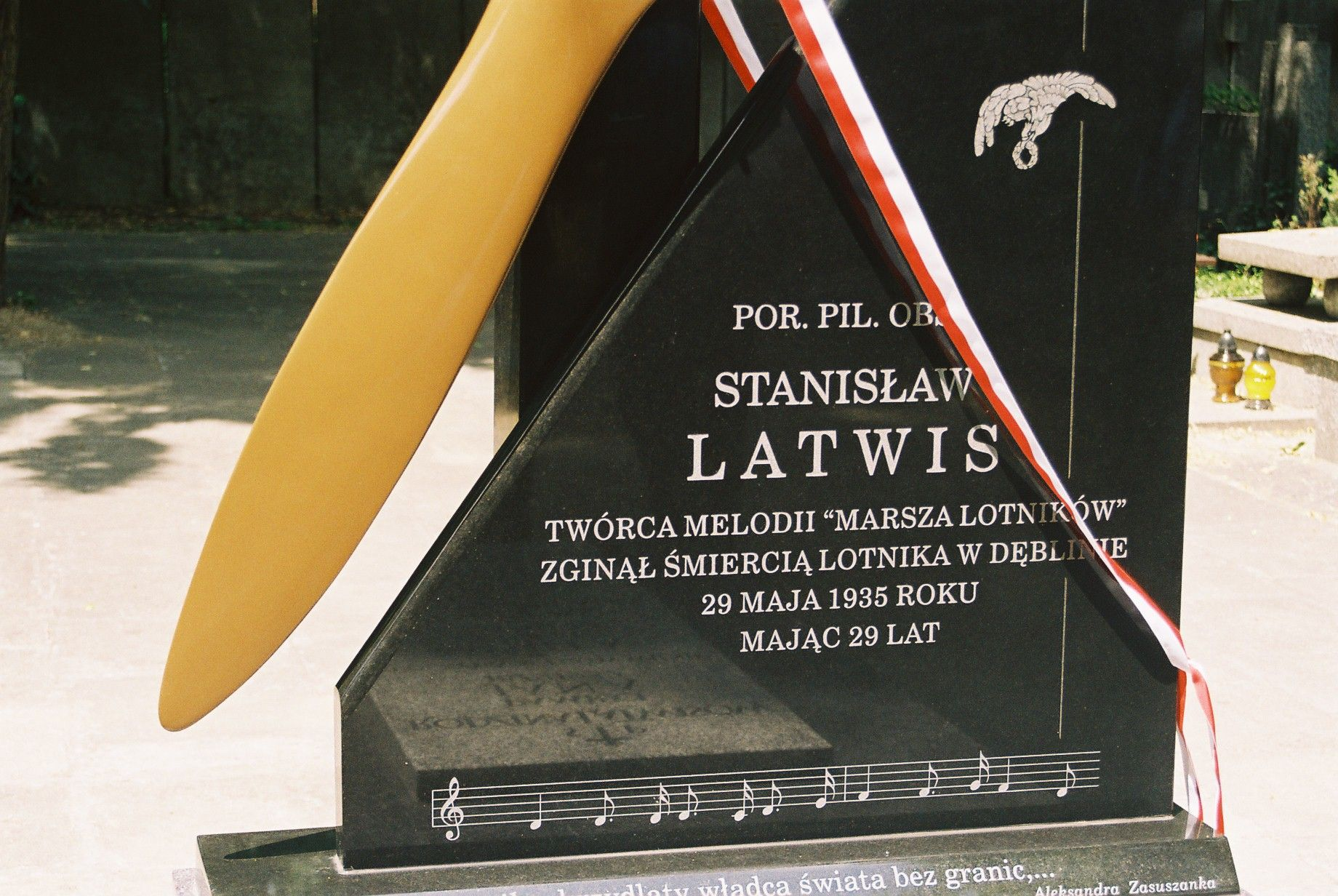
Tablica nagrobna na Powązkach

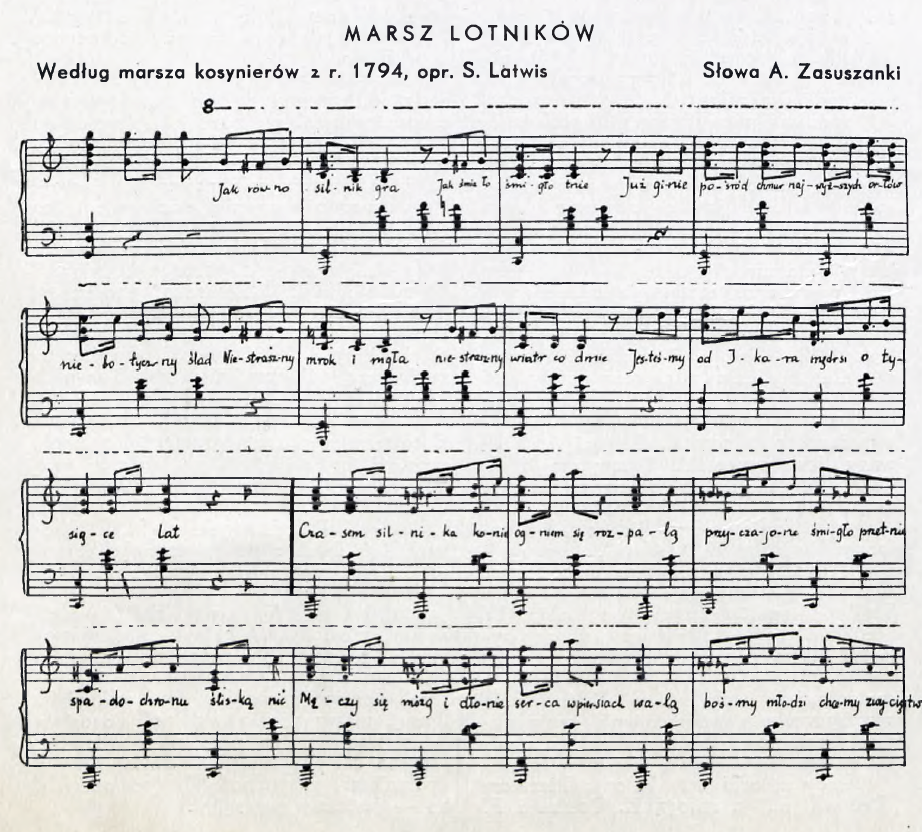
„Marsz Lotników”, zapis nutowy

Stanisław Latwis (ur. 19 czerwca 1906 w Stanisławowie, w guberni mohylewskiej, zm. 29 maja 1935 w Dęblinie) – porucznik pilot Wojska Polskiego, instruktor lotniczy, autor muzyki do „Marsza Lotników”.

## Życiorys
Urodził się jako syn Jana i Marii Latwisów. Miał dwie siostry: Halinę i Janinę, doktor nauk farmaceutycznych, pracownicę Akademii Medycznej w Gdańsku. Naukę w szkole średniej rozpoczął w Witebsku, a maturę zdał w 1924 r. w Wilnie i wstąpił na Uniwersytet Stefana Batorego. Po ukończeniu drugiego roku studiów wstąpił do Szkoły Podchorążych Piechoty w Ostrowi Mazowieckiej. W 1927 r. został słuchaczem Oficerskiej Szkoły Inżynierii w Warszawie, równolegle studiował inżynierię wojskową na Politechnice Warszawskiej. 15 sierpnia 1929, po ukończeniu drugiego roku nauki, został mianowany podporucznikiem ze starszeństwem z 15 sierpnia 1929 w korpusie oficerów inżynierii i saperów, i wcielony do kadry oficerów saperów. 17 września 1930, po ukończeniu Szkoły Podchorążych Inżynierii (VI promocja) otrzymał 34. lokatę wśród podporuczników VI promocji i został wcielony do Batalionu Silnikowego w Modlinie. W tym samym roku został przeniesiony z korpusu oficerów inżynierii i saperów do korpusu oficerów aeronautycznych, i przydzielony do Centrum Wyszkolenia Oficerów Lotnictwa. Minister spraw wojskowych nadał mu tytuł i odznakę obserwatora nr 794. 22 grudnia 1931 został mianowany na stopień porucznika ze starszeństwem z 1 stycznia 1932 i 48. lokatą w korpusie oficerów aeronautycznych. W marcu 1932 został przeniesiony do 1 pułku lotniczego w Warszawie. Od 18 kwietnia do 31 sierpnia 1932 był przydzielony na kurs pilotażu w Centrum Wyszkolenia Oficerów Lotnictwa.
W 1929 r. został członkiem Aeroklubu Akademickiego, gdzie uzyskał w 1931 r. licencję sportową pilota samolotowego. Ubiegał się o przyjęcie do Szkoły Podchorążych Lotnictwa w Dęblinie, jednak ze względu na stan zdrowia jego kandydatura została odrzucona.
W 1930 wyjechał do Francji, gdzie pracował w przemyśle lotniczym. Po uzyskaniu zgody szefa Departamentu Aeronautyki Ministerstwa spraw Wojskowych zdał eksternistycznie egzaminy do Szkoły Podchorążych Lotnictwa.
W 1932 rozkazem nr 219/32, został przeniesiony do 113 eskadry myśliwskiej nocnej i otrzymał odznakę pilota. W latach 1932–1933 odbył w Grudziądzu kurs pilotów myśliwskich. Był dowódcą klucza myśliwskiego.
We wrześniu 1933 r., na samolocie PZL.5 z nawigatorem Eugeniuszem Przysieckim wziął udział w V Krajowym Lotniczym Konkursie Turystycznym gdzie zajął 6. miejsce w klasyfikacji ogólnej. Na 19 załóg startujących na tych zawodach uzyskał największą liczbę punktów: w konkurencji lądowania w koło (I miejsce) oraz w punktacji ogólnej, wśród 5-ciu pilotów startujących na samolotach PZL-5.
W 1934 r. był członkiem zespołu przygotowującego się w Grudziądzu do startu w Międzynarodowych Zawodach Samolotów Turystycznych (nazywanych w Polsce Challenge). Odpowiadał za techniczną obsługę odcinka afrykańskiego i był pilotem rezerwowym.
W marcu 1935 roku został oddelegowany ze 113 Eskadry do Centrum Wyszkolenia Oficerów Lotnictwa (CWOL) w Dęblinie na miesięczny kurs instruktorski i pracował tam jako pilot-instruktor grupy oficerów-obserwatorów. 29 maja 1935 r. wykonywał lot szkolny z ppor. obs. Wilhelmem Hofmokl-Ostrowskim. Ich samolot, Potez XVA2 nr 40.87 (oznaczenie boczne 9), wpadł w korkociąg na wysokości 200 m. Pilotowi nie udało się wyprowadzić maszyny z korkociągu, rozbiła się i obaj lotnicy zginęli na miejscu. Zostali pochowani na Cmentarzu Wojskowym na warszawskich Powązkach (kwatera C18-1a-1).

## Marsz Lotników
W 1933 r., na motywie Marszu Kosynierów z Insurekcji Kościuszkowskiej 1794 r., skomponował melodię Marsza Lotników, do którego słowa napisała Aleksandra Zasuszanka-Dobrowolska. Utwór ten początkowo był marszem 111 eskadry myśliwskiej, jednak szybko zdobył dużą popularność. 22 lipca 1934 r. został nadany poprzez Polskie Radio, płyta z wykonaniem przez kwartet Chór Juranda z towarzyszeniem orkiestry Syrena-Rekord została wydana przez wytwórnię „Syrena-Electro”. Słowa i zapis nutowy został wydrukowany w Skrzydlatej Polsce w lipcu 1934 roku. Zwycięstwo Jerzego Bajana w Challange 1934 przyczyniło się do jego popularyzacji.
15 października 1937 r., w dziesięciolecie istnienia Centrum Wyszkolenia Oficerów Lotnictwa w Dęblinie, Dowództwo Lotnictwa Rzeczypospolitej Polskiej uznało ten utwór za oficjalny marsz polskiego lotnictwa. Dziś Marsz Lotników wykonywany jest na wszystkich uroczystościach lotniczych z powagą hymnu narodowego.
Podczas powstania warszawskiego Bronisław Robert Lewandowski ps. Zbyszek żołnierz Armii Krajowej zgrupowania „Żywiciel” napisał słowa do piosenki pt. „Marsz Żoliborza”, muzykę zaczerpnięto z „Marszu Lotników” Stanisława Latwisa.

## Upamiętnienie
- Janusz Meissner upamiętnił postać Stanisława Latwisa w swojej książce Pilot gwiaździstego znaku,
- w Poznaniu, w dzielnicy Jeżyce, jedna z ulic jest nazwana imieniem Stanisława Latwisa,
- w 2012 r. w Dowództwie Sił Powietrznych odsłonięto tablicę pamiątkową, poświęconą autorom „Marsza Lotników” Aleksandrze Zasuszance-Dobrowolskiej i por. pil. Stanisławowi Latwisowi. Również głównej sali konferencyjnej w DSP nadano imię twórców „Marsza Lotników”[23].